# حركة الحفاظ على البيئة

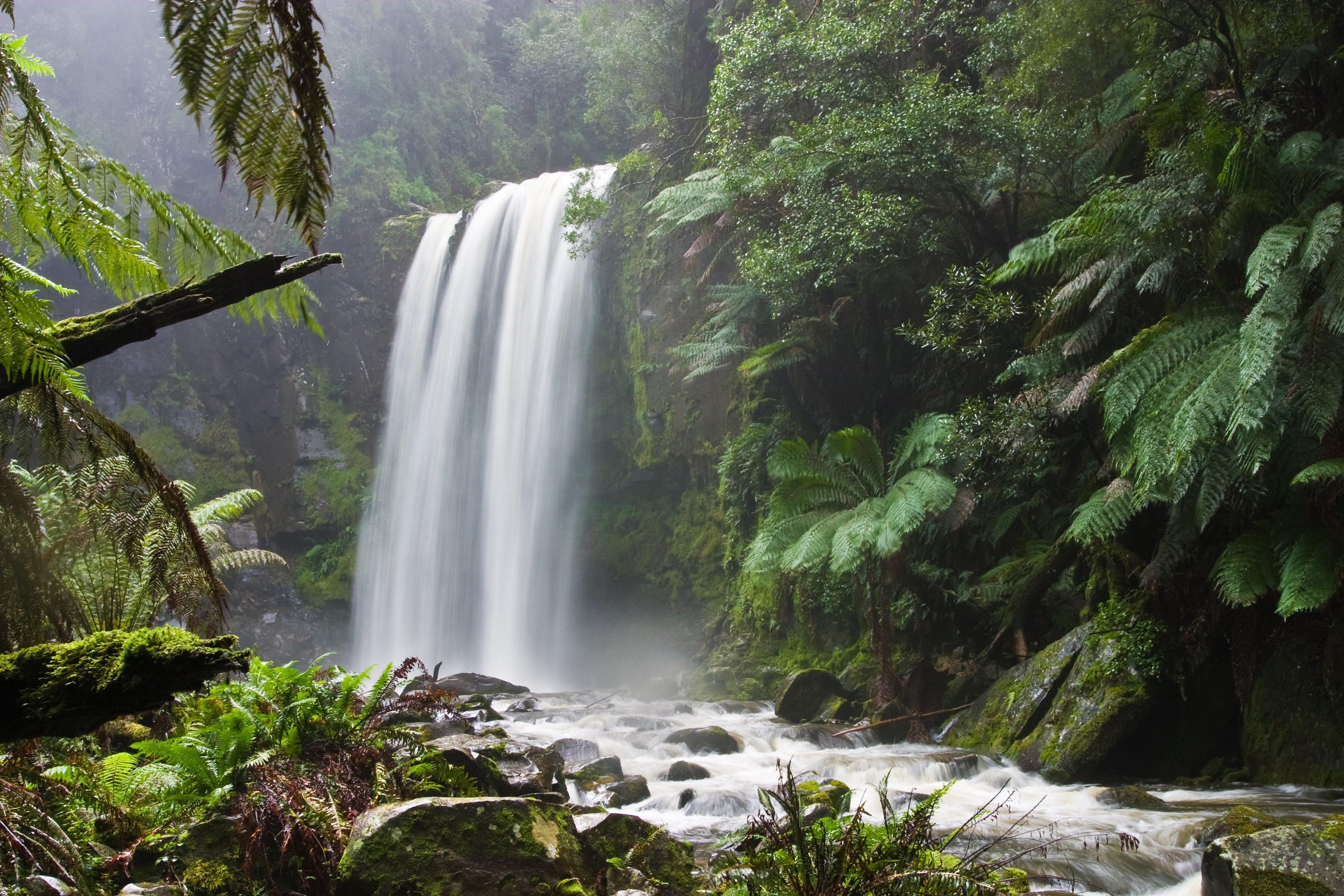

حركة الحفاظ على البيئة، المعروفة أيضًا بالحفاظ على الطبيعة، هي حركة سياسية وبيئية واجتماعية تسعى إلى حماية المصادر الطبيعية والتي من ضمنها الأصناف الحيوانية والنباتية بالإضافة إلى مواطنهم المستقبلية. تسعى عملية الحفاظ القائمة على الأدلة إلى استخدام دليل علمي عالي الجودة لجعل جهود الحفاظ على البيئة ذات فعالية أكبر.
تضمنت حركة الحفاظ الأولى تنظيمًا للمسامك والحياة البرية، والماء، والحفاظ على التربة، والإدارة المستدامة للغابات. توسع نطاق حركة الحفاظ الحديثة من خلال توكيدات الحركة الأولى القائمة على استخدام الحقول المستدامة للمصادر الطبيعية ومحميات المناطق البرية لتتضمن محميات التنوع الحيوي. يقول البعض إن حركة الحفاظ على البيئة جزء من المذهب البيئي الأشمل والبعيد الأثر، بينما يجادل الآخرون على أنهما يختلفان بالفكرة والتطبيق. يُرى في الولايات المتحدة بشكل رئيسي أن الحفاظ على البيئة يختلف عن حمايتها بكونه يهدف إلى الحفاظ على المصادر الطبيعية تحديدًا لاستخدامهم المستمر والمستدام من قِبل البشر. خارج الولايات المتحدة، يتضمن مصطلح الحفاظ على البيئة، بشكل أعم، على مصطلح حماية البيئة.

## التاريخ

### النشأة
يمكن إرجاع نشأة حركة الحفاظ على البيئة إلى عمل جون إفلين سيلفا، وهو عبارة عن وثيقة قُدمت إلى الجمعية الملكية عام 1662. نُشرت ككتاب بعدها بسنتين، كانت واحدة من أكثر النصوص تأثيرًا حول علم الحراج التي سبق ونُشرت. أصبحت مصادر الخشب في إنجلترا مُستنفدة بشكل خطير في ذلك الوقت، وأشار إفلين إلى أهمية الحفاظ على الغابات عن طريق إدارة معدل النفاد والتشديد على سد النقص عن طريق تجديد الأشجار التي تُقطع.
تطور هذا المجال خلال القرن الثامن عشر، خصوصًا في بروسيا وفرنسا، إذ طُوّرت أساليب علم الحراج العلمية. طُبقت هذه الأساليب أول الأمر بشكل صارم ودقيق في الهند البريطانية منذ أوائل القرن التاسع عشر. كانت الحكومة مهتمة في نتاج الغابات وبدأت بإدارة الغابات مع اتخاذ تدابير لتقليل خطر حرائق الغابات في سبيل حماية «منزل» الطبيعة، كما وُصفت حينها. كانت هذه الفكرة البيئية الأولى في سبيل الحفاظ على نمو شجر الساج الكبير (التّيك) الحساس، الذي كان مصدرًا هامًا  للبحرية الملكية البريطانية. أُثيرت المخاوف حول استنزاف شجر التّيك في وقت مبكر يعود إلى عام 1799 و1805 حينما كانت البحرية تشهد توسعًا ضخمًا خلال الحروب النابليونية؛ قاد هذا الضغط إلى أول قانون حفاظ رسمي، القانون الذي منع قطع أشجار التّيك الصغيرة. عُيّن أول مسؤول عن الحراج عام 1806 ليُنظم ويحافظ على الأشجار الضرورية لبناء السفن. تلقت هذه البداية الواعدة تراجعًا في عشرينيات وثلاثينيات القرن التاسع عشر، حين أدى مبدأ عدم التدخل الاقتصادي وشكايات (تذمُّر) من مالكي الأراضي إلى نهاية هذه المحاولات الأولى.

### جذور الحركة الحديثة للحفاظ على البيئة
أُعيد إحياء حركة الحفاظ على البيئة في أواسط القرن التاسع عشر، مع أول تطبيق عملي للمبادئ العلمية في الحفاظ على غابات الهند. تضمن مبدأ الحفاظ الآخذ بالتطور ثلاث اعتقادات جوهرية: أن النشاط الإنساني دمر البيئة، أنه كان هناك واجب اجتماعي للحفاظ على البيئة من أجل الأجيال اللاحقة، وأنه يجب تطبيق الوسائل العلمية المبنية على التجربة لضمان أن هذا الواجب الاجتماعي قد أُنجز. كان السير جايمس رانالد مارتن بارزًا بتعزيزه لهذا المُعتقد، من خلال نشر العديد من التقارير حول توزع الأمراض جغرافيًا بشكل يُظهر حجم الأذى الكبير على الإنسان في مناطق اجتثاث الغابات والتجفاف واسعة النطاق، ومن خلال ممارسة الضغط بشكل كبير لتفعيل النظام المؤسساتي لنشاطات الحفاظ على الغابات في الهند البريطانية عن طريق تأسيس مديريات مختصة بالغابات. حذر إدوارد بيرسي ستيبنغ من التصحر في الهند. بدأ مجلس مدراس للشؤون الداخلية مساعيه المحلية للحفاظ على البيئة عام 1842، بقيادة أليكساندر غيبسون، عالم نبات متخصص والذي طبق، بصورة منهجية، برنامجًا مبنيًا على أسس علمية للحفاظ على الغابات. كانت هذه أول حالة في مجال إدارة الدولة للغابات في العالم.

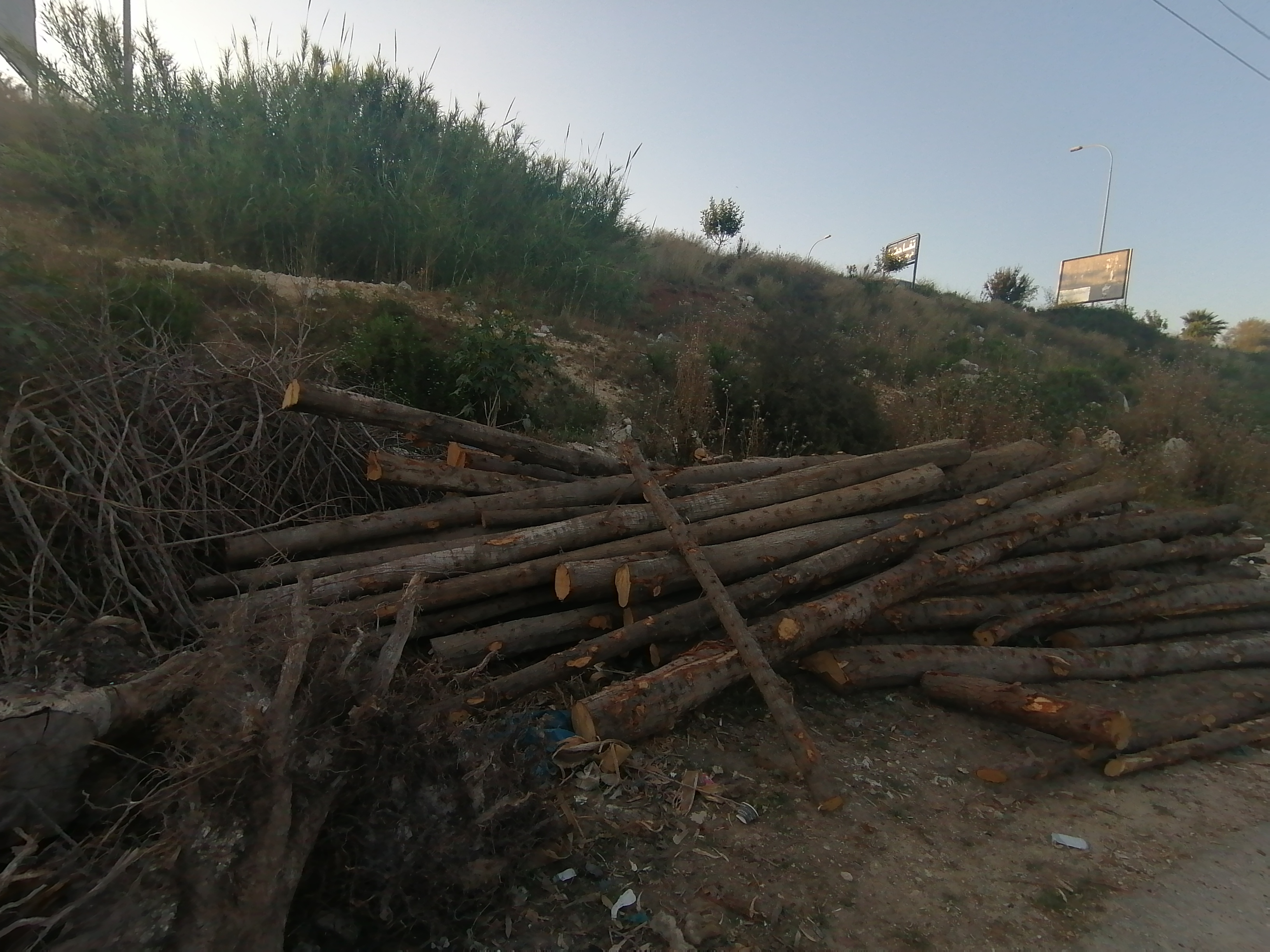
قطع الأشجار بطريقة جائرة

وبشكل تدريجي، تلقت هذه المحاولات المحلية اهتمام أكبر من قِبل الحكومة البريطانية، إذ استمر قطع الأشجار الجائر بلا هوادة. في عام 1850، شكلت الجمعية البريطانية في إدنبرة هيئةً لدراسة دمار الغابات بناءً على طلب د. هيو كليغورن، وهو رائد في حركة الحفاظ الناشئة.
اهتم كليغورن في الحفاظ على الغابات في مايسور عام 1847 وألقى عدة محاضرات في الجمعية حول فشل الزراعة في الهند. أثّرت هذه المحاضرات على الحكومة التي يقودها الحاكم العام اللورد دالهاوسي ودفعتها لتقديم أول برنامج دائم وعلى نطاق واسع للحفاظ على الغابات في العالم عام 1855، وهو نموذج انتشر بشكل سريع في المستعمرات الأخرى، والولايات المتحدة أيضًا. في نفس السنة، أسس كليفورن مديرية شؤون غابات مدراس وفي عام 1860 منعت المديرية استخدام الزراعة المتحركة. أصبح دليل كليغورن عام 1861، غابات وحدائق جنوب الهند، عملًا مرجعيًا في هذا الموضوع واستُخدم بشكل واسع من قِبل مفوّضي شؤون الغابات في شبه القارة. في عام 1861، وسعت مديرية شؤون الغابات نطاقها إلى مقاطعة بانجاب.
انضم السير ديتريش براندس، خبير ألماني في علم الأحراج، إلى الخدمة المدنية البريطانية في عام 1856 كمشرف عام على غابات التّيك في منطقة بيغو في بورما الشرقية. في ذلك الوقت تحكمت قبائل الكارن المتمردة في غابات شجر التّيك في بورما. قدم براندس نظام «تونغيا»، الذي من خلاله عمل قرويو قبائل الكارن على تسوية  وزراعة وإزالة الأعشاب الضارة من مزارع شجر التّيك. بعد سبع سنوات في بورما، عُيّن براندس مُفتشًا عامًا للغابات في الهند، منصب عمل فيه لعشرين سنة. صاغ تشريعات جديدة تخص الغابات وساعد في تأسيس معاهد بحث وتأهيل. أسس براندس دائرة المعهد الإمبراطوري لشؤون الغابات في دهرادون.
برزَ الألمان في إدارة الأحراج في الهند البريطانية. بالإضافة إلى براندس، جلبَ بيرتولد ريبينتروب والسير ويلهلم فيليب دانييل شليتش وسائل جديدة لحركة الحفاظ على البيئة في الهند، أصبح شليتش المفتش العام سنة 1883 بعد تنحي براندس. ساعد شليتش في تأسيس مجلة الأحراج الهندية عام 1874، وأصبح المدير المؤسس لأول مديرية أحراج في إنجلترا في كوبرز هيل عام 1885. ألّف دليل علم الأحراج ذو الخمس مجلدات (1889-1896) حول زراعة الغابات، وإدارة الغابات وحماية الغابات واستثمار الغابات، الذي أصبح الدليل المعياري الثابت لطلاب علم الأحراج.

### الحفاظ على البيئة في الولايات المتحدة
أخذت الحركة الأمريكية إلهامها من أعمال القرن التاسع عشر التي مجّدت القيمة الجوهرية للطبيعة، بغض النظر عن الاستخدام البشري. قدم الكاتب هنري ديفد ثورو (1817-1862) إسهامات فلسفية رئيسية مجدت الطبيعة. كان ثورو مهتمًا بعلاقة البشر مع الطبيعة ودرس هذا الأمر من خلال العيش بالقرب من الطبيعة في حياة بسيطة. نشر تجربته في كتاب اسمه والدن، وجاء فيه أنه يجب على البشر الاقتراب بشكل وثيق من الطبيعة. كانت أفكار السير براندس والسير ويليام شليتش وكارل آ. شينك ذات تأثير كبير أيضًا – اعتمد غيفورد بنكوت، أول رئيس لدائرة الغابات في الولايات المتحدة، بشدة على نصيحة براندس في تطبيق إدارة متخصصة للغابات في الولايات المتحدة وكيفية هيكلة دائرة الغابات.
ظهر أنصار الحفاظ على البيئة وأنصار حماية البيئة في المناظرات السياسية خلال الحقبة التقدمية (في ثمانينيات القرن التاسع عشر إلى أوائل عشرينينات القرن العشرين). كان هنالك ثلاثة مبادئ رئيسية. يرى مبدأ عدم التدخل الاقتصادي بأنه يجب أن يُسمح لملّاكي العقارات – من بينهم شركات التعدين والتحطيب- بفعل أي شيء يرغبون به في نطاق ملكياتهم.